# Alicia Machado
Alicia Machado (Maracay, Aragua, 6 de diciembre de 1976) es una actriz, presentadora, productora, empresaria y exreina de belleza venezolana-estadounidense. Machado fue la representante de Yaracuy en Miss Venezuela 1995, resultando ganadora, y en 1996 se coronó como Miss Universo 1996, razón por la cual obtuvo fama internacional y se convirtió en la cuarta venezolana en obtener el título de belleza.
En 2016, Machado se convirtió en ciudadana estadounidense por naturalización, se encuentra radicada en la ciudad de Los Ángeles (California) junto a su hija.

## Biografía

### Inicios
Nació en la ciudad de Maracay al centro-norte de Venezuela. Es hija de Arturo Machado, de ascendencia española, quien era dueño de una  juguetería, y su madre, Martha Fajardo, es una inmigrante cubana, dueña de un restaurante. Con la edad de 4 años hasta los 16 practicó baile, actuando y bailando para obras musicales. Se graduó de bachillerato a los 15 años, para luego comenzar sus estudios universitarios, estudiando, primero administración de empresas en la "Universidad Tecnológica del Centro en Valencia", y luego leyes.
Antes de concursar en el Miss Venezuela 1995, había sido coronada como "Reina de la Feria de San José de Maracay", en 1994.

### Miss Venezuela y Miss Universo
Fue ganadora en la edición de 1995 del Miss Venezuela, el 28 de septiembre de ese año, donde representó al Estado Yaracuy, venciendo a la máxima favorita de la competencia la posterior Miss Mundo Miss Nueva Esparta Jacqueline Aguilera.
Poco después de haber obtenido el título de Reina Mundial del Café 1996, en San Salvador (El Salvador), se fue a los Estados Unidos para representar a su país (Venezuela) en el Miss Universo, y a pesar de no ser la favorita, Machado en contra de todos los pronósticos ganó en la noche del 17 de mayo de 1996, el Miss Universo 1996, imponiéndose ante la primera finalista Miss Aruba y entre 78 aspirantes, en el evento celebrado en el Aladdin Theatre for the Performing Arts de Las Vegas, obteniendo la máxima puntuación en todas las competencias por parte del jurado de la noche, siendo la cuarta mujer de Venezuela en ganar la corona del Miss Universo. Además, su compatriota Jacqueline Aguilera, también ganó la corona de Miss Mundo de 1995, marcando la segunda vez que Venezuela gana y reina con los dos títulos más importantes del mundo de concursos de bellezas simultáneamente. 
El reinado de Machado fue polémico por un escándalo, provocado por el dueño del Miss Universo en aquella época, el multimillonario y posterior presidente de Estados Unidos Donald Trump, y que tenía que ver con su notable aumento de peso poco después de su triunfo aumentando así 18 kilos (40 libras), obligándola en enero de 1997 a hacer ejercicios frente a fotógrafos, camárografos, y reporteros en un gimnasio de Nueva York (Estados Unidos). El incidente la llevó directo a la fama, siendo hasta ahora la Miss Universo más popular de la historia.

#### Después del Miss Universo
Alicia Machado ha aparecido en varias telenovelas siendo la primera de ellas Samantha (1998), con una interpretación que le valió los premios ACE (Asociación de críticos de Nueva York) y Media en España como mejor actriz revelación del año 1998.
En 1998, estuvo envuelta en un escándalo judicial, por presuntamente, realizar graves amenazas al juez de un tribunal venezolano que llevaba el caso de su pareja de aquel entonces, relacionado con un accidente automovilístico.
En mayo de 2004, lanzó disco como solista denominado Alicia Machado .
En 2005, Alicia compitió en el reality show de la cadena de televisión española Antena 3 titulado La granja de los famosos (en su segunda edición), cuya participación, generó escándalo por mantener supuestamente relaciones sexuales, frente a la cámaras con su compañero Fernando Acaso, estando comprometida con su pareja sentimental de aquel entonces, el beisbolista venezolano Bob Abreu. Es la primera Miss Universo de la historia que realizó una sesión fotográfica apareciendo en la portada y posando desnuda para la revista Playboy, primero en la edición mexicana en febrero de 2006 y posteriormente retomadas por la edición estadounidense en octubre de 2007, dichas fotos se las dedicó al mismo Donald Trump.
Una de sus películas se titula I love Miami, donde comparte créditos con Ofelia Medina.
El 19 de febrero de 2006, Machado debutó en el reality show mexicano Cantando por un sueño, donde el ganador tenía la oportunidad realizar un sueño realidad. A comienzos de 2007, formó parte del jurado de la primera temporada del reality show producido por Univisión, Nuestra Belleza Latina junto al expresidente del Miss Venezuela, Osmel Sousa.
El 25 de junio de 2008, Machado se convirtió en madre de una niña llamada Dinora, en la ciudad de Miami, Estados Unidos.
En 2009, regresó a las telenovelas en la producción para Televisa llamada Hasta que el dinero nos separe que se estrenó el 29 de junio y el 17 de noviembre estrenó la obra Un amante a la medida, protagonizada y producida por William Levy en México.
El 22 de enero de 2010, se develaron sus huellas en el Paseo de las Luminarias de la Galería Plaza de las Estrellas en la Ciudad de México. En julio de ese mismo año, nuevamente modeló desnuda para la revista Playboy México.
El 18 de noviembre de 2012, Alicia se hizo con el tercer puesto en la 3ª temporada de Mira Quien Baila de Univision.
En 2014 reveló que padeció, de cáncer, enfermedad que le fue diagnosticada en 2013, cuando grababa el seriado colombiano La Madame. Por lo cual recibió tratamiento y se realizó doble Mastectomía.
En 2017 participó en el programa de Telemundo, producido por Don Francisco, Gran Oportunidad.
En 2019 formó parte del elenco de la obra de teatro Divinas, además participó en la película He matado a mi marido.
En 2021 participó en la versión colombiana y mexicana del MasterChef Celebrity. También estrena What's Up Alicia, un programa de entrevista a celebridades. Además en noviembre de ese año se convirtió en la primera ganadora del reality show La casa de los famosos de la cadena estadounidense, Telemundo, por los 40'586.129 votos, ganando un premio de 200.000 dólares.
En 2022, durante una entrevista, Machado confesó que llevó una vida de excesos después de su reinado, llegando a probar las anfetaminas, además de abusar de las bebidas alcohólica.

## Influencia en la campaña presidencial de Estados Unidos 2016
El día 26 de septiembre de 2016, ya casi finalizando el debate presidencial Trump-Clinton donde se habló de varios temas fundamentales para los ciudadanos estadounidenses, la candidata demócrata Hillary Clinton expuso en la discusión los maltratos e insultos que sufrió la ex Miss Universo durante su reinado, cuando Donald Trump era el dueño de ese concurso de belleza.
Citando lo siguiente: "Este es un señor que ha llamado a las mujeres 'perras', 'feas', 'cerdas'. Alguien que ha dicho que el embarazo es algo inconveniente para los empleadores... y alguien que dijo algo de una mujer en un concurso de belleza... El llamó a esa mujer, 'Miss cerdita', luego la llamó 'señora ama de casa' por ser latina.
Donald, ella se llama Alicia Machado y se hizo ciudadana estadounidense y puede apostar que saldrá a votar este mes de noviembre.", Finalizó.
Trump respondió: "nunca dije eso."
Machado, a través de Twitter, agradeció las palabras de Hilary Clinton.

## Títulos de belleza
| Año  | Título                      |
| ---- | --------------------------- |
| 1995 | Miss Yaracuy 1995           |
| 1995 | Miss Venezuela 1995         |
| 1996 | Reina Mundial del Café 1996 |
| 1996 | Miss Universo 1996          |

## Filmografía

### Televisión
| Año       | Telenovela                     | Personaje                                              |
| --------- | ------------------------------ | ------------------------------------------------------ |
| 1997      | The Nanny                      | Ella misma (Miss Universo)                             |
| 1998      | Samantha                       | Samantha Del Llano                                     |
| 1999      | Infierno en el paraíso         | Marian Ordiales                                        |
| 2000      | Estamos unidos                 | Mari                                                   |
| 2002      | Mambo y canela                 | Canela                                                 |
| 2006      | La hora pico                   | Alicia                                                 |
| 2007      | Amor sin maquillaje            | Marina Fernández Rosales                               |
| 2007      | El Pantera                     | Diana Rodríguez                                        |
| 2009      | Los simuladores                | Camila / Temporada 2; Episodio: "El precio de la fama" |
| 2009      | Hasta que el dinero nos separe | Ana Karen Sandoval                                     |
| 2009-2010 | Atrévete a soñar               | Electra                                                |
| 2011-2012 | Una familia con suerte         | Candelaria de los Ángeles "Candy" López Fernández      |
| 2013      | Porque el amor manda           | Candelaria de los Ángeles "Candy" López Fernández      |
| 2013      | La Madame                      | Madame Rochy "la Madame"                               |
| 2015      | Lo imperdonable                | Claudia Ordaz                                          |
| 2017      | Milagros de Navidad            | Juana León                                             |
| 2021      | Esta historia me suena         | Nora / Episodio: "Suelta mi mano"                      |
| 2023      | Juego de mentiras              | Alejandra Edwards                                      |
| 2023      | Amores que engañan             | Sabrina (Episodio: Amor compartido).                   |
| 2025      | Un abogado en Nueva York       | Fiscal                                                 |

### Programas & reality Shows
| Año       | Programa                         | Rol/Personaje                    | Canal      |
| --------- | -------------------------------- | -------------------------------- | ---------- |
| 1997      | Miss Venezuela 1997              | Presentadora invitada            | Venevision |
| 1998      | Miss Venezuela 1998              | Jurado                           | Venevision |
| 2005      | La Granja 2                      | Participante; 7.ª eliminada      | Antena 3   |
| 2007      | Nuestra Belleza Latina 2007      | Jurado                           | Univision  |
| 2012      | Mira Quien Baila                 | Participante; 3.ª clasificada    | Univision  |
| 2012      | Premios Juventud                 | Conductora                       | Univision  |
| 2014      | Nuestra Belleza Latina 2014      | Madrina                          | Univision  |
| 2021      | What's up Alicia                 | Conductora                       | Venevision |
| 2021      | MasterChef Celebrity Colombia    | Participante; 6.ª eliminada      | Canal RCN  |
| 2021      | MasterChef Celebrity México      | Participante; 6.ª eliminada      | TV Azteca  |
| 2021      | ¿Quién es la máscara?            | Participante; 9.ª eliminada      | Canal RCN  |
| 2021-2022 | La casa de los famosos           | Participante; Ganadora Panelista | Telemundo  |
| 2023      | Secretos de las indomables       | Ella misma                       | Canela TV  |
| 2024      | Top Chef VIP                     | Participante                     | Telemundo  |
| 2025      | La casa de los famosos All-Stars | Panelista                        | Telemundo  |
| 2025      | Miss Universe Latina, el reality | Capitana                         | Telemundo  |

### Películas
| Año  | Película                            | Personaje               |
| ---- | ----------------------------------- | ----------------------- |
| 2006 | Cansada de besar sapos              | Cassandra               |
| 2007 | I love Miami                        | Giselle                 |
| 2016 | Juan Diego: El indio de Guadalupe   |                         |
| 2017 | Juan Apóstol, el más amado          | Sacerdotisa De Artemisa |
| 2019 | ¡He matado a mi marido!             | Telma                   |
| 2021 | Expiación: El fantasma de la cabaña | Pamela                  |
| 2024 | Cazadoras de millonarios            | Estefania               |
| 2024 | Mejor viuda que mal acompañada      | Lucía Yazbek            |
| 2024 | Holy cash                           | Lucy                    |

### Teatro
| Año  | Título                        | Personaje |
| ---- | ----------------------------- | --------- |
| 2009 | Un amante a la medida         | Linda     |
| 2009 | Los Alacranes                 |           |
| 2010 | Hairspray- México, El Musical | Velma     |
| 2019 | Divinas                       |           |

## Discografía
| Año  | Título                 | Disquera                                    |
| ---- | ---------------------- | ------------------------------------------- |
| 2004 | Alicia Machado         | Universal                                   |
| 2010 | Si se Acabara el Mundo | Compañía Fonográfica Internacional - México |